# Epeolus odyneroides
Epeolus odyneroides (лат.) — вид земляных пчёл-кукушек рода Epeolus из подсемейства Nomadinae (Apidae). Название происходит от имени ос Pachodynerus (Vespidae: Eumeninae), которых они внешне напоминают.

## Распространение
Северная Америка: Мексика.

## Описание
Мелкие слабоопушенные пчёлы чёрного цвета, с жёлтыми отметинами на теле как у ос и чёрными ногами и усиками. Длина менее 1 см. Сходен с видами Epeolus luteipennis и Triepeolus, но отличаются морфологией и данными баркодирования; первый тергит без апикальных фасций; фронтальный киль с мелким зубцевидным выступом; мезоплеврон с редкими пунктурами в вентро-латеральной половине. Предположительно клептопаразиты пчёл рода Colletes, в гнёзда которых откладывают свои яйца. На цветах Heterotheca inuloides (Asteraceae), Salvia (Lamiaceae), Simsia lagasceiformis (Asteraceae). Максиллярные щупики 1-члениковые. 2-й стернит брюшка матовый. Брюшко частично красное. У самок на 6-м стерните брюшка расположены ланцетовидные, мелко зазубренные отростки. В переднем крыле три радиомедиальных ячейки, 1-я из них много крупнее 3-й. Вершина радиальной ячейки (по форме она эллиптическая) удалена от переднего края крыла. Задние голени со шпорами. Вид был впервые описан в 2019 году канадским энтомологом Томасом Онуферко (Thomas M. Onuferko, York University, Торонто, Канада).